# Synergida

Jeden z typů zárodečného vaku, uvnitř oranžově vyznačené synergidy

Synergida (česky někdy pomocná nebo podpůrná buňka) je typ buněk přítomných uvnitř zralého zárodečného vaku krytosemenných rostlin. Vznikají obvykle dvě na každý zárodečný vak, ale často přechodně a jedna často degeneruje. Funkcí synergid je pravděpodobně usnadňovat růst pylové láčky (aby našel vaječnou buňku): dělají to tak, že vylučují určité chemotropické látky. K tomuto vyměšování je na vnitřní straně synergid vyvinut tzv. filiformní aparát.